# East New York (serie televisiva)
East New York è una serie televisiva statunitense trasmessa dal 2 ottobre 2022 al 14 maggio 2023 sulla CBS. Nel maggio 2023 la serie è stata cancellata dopo una sola stagione.
In Italia, i primi sei episodi sono stati trasmessi su Rete 4 dal 1º agosto 2023, che l'ha soppressa per scarsi ascolti. In seguito, la serie è tornata in onda, con gli episodi già trasmessi e a seguire quelli inediti, dal 29 novembre 2023 su Top Crime.

## Trama
La serie è incentrata sugli investigatori ed agenti del 74º distretto della polizia di New York, nel quartiere East New York di Brooklyn. A dirigere il distretto viene incaricata il vice ispettore Regina Haywood, neopromossa al comando. Regina Haywood è determinata a proteggere la sua nuova comunità assistita dai suoi investigatori ed agenti.

## Episodi
| Stagione       | Episodi | Prima TV USA | Prima TV Italia |
| -------------- | ------- | ------------ | --------------- |
| Prima stagione | 21      | 2022-2023    | 2023-2024       |

## Personaggi e interpreti

### Personaggi principali
- Vice ispettore Regina Haywood, interpretata da Amanda Warren, doppiata da Alessia Amendola.
- Detective di primo grado Tommy Killian, interpretato da Kevin Rankin, doppiato da Gabriele Sabatini.
- Capitano Stan Yenko, interpretato da Richard Kind, doppiato da Pasquale Anselmo.
- Detective di secondo grado Crystal Morales, interpretata da Elizabeth Rodriguez, doppiata da Stella Musy.
- Agente Brandy Quinlan, interpretata da Olivia Luccardi, doppiata da Ludovica Bebi.
- Agente Andre Bentley, interpretato da Lavel Schley, doppiato da Andrea Oldani.
- Agente Marvin Sandeford, interpretato da Ruben Santiago-Hudson, doppiato da Antonio Palumbo.
- Assistente capo John Suarez, interpretato da Jimmy Smits, doppiato da Saverio Indrio.

### Personaggi secondari
- Sergente Jimmy Kee, interpretato da C. S. Lee, doppiato da Francesco Meoni.
- Agente Matthew Lyle, interpretato da Ben Michael Brown.
- Vice sindaco Raymond Sharpe, interpretato da Darien Sills-Evans.
- Corrine Moynahan, interpretata da Caitlin Mehner.
- Goody Gaines, interpretato da Michael Potts.
- Adam Lustig, interpretato da Scott Cohen, doppiato da Sandro Acerbo.
- Detective di primo grado Desmond Troy, interpretato da Stephen Plunkett.
- Thora Whitefield, interpretata da Danielle Lee Greaves.
- Tamika Martin, interpretata da Lauren Velez.
- Agente Leila Aziz, interpretata da Elizabeth Singh.
- Sean Dryden, interpretato da Donovan Christie Jr.
- Allison Cha, interpretata da Kelly Hu.
- Bobby Azeroff, interpretato da Adrian Pasdar.

### Attori ospiti
- Padre Frank Suarez (episodi 4, 14), interpretato da Paul Calderón.
- Maurice Haywood (episodi 4, 17-18), interpretato da Ron Canada.
- Lamonte Jacobs (episodio 5), interpretato da Malik Yoba.
- Marshall David Westlake (episodio 5), interpretato da Lee Tergesen.
- Duke Jacobs (episodi 16, 21), interpretato da Corbin Bernsen.
- Sy Somers (episodio 18), interpretato da Michael Tucker.

## Produzione
Il 12 maggio 2022, la CBS ha scelto la serie TV East New York.
Il 19 ottobre 2022, la serie è stata confermata per l'intera stagione.
Il 24 ottobre 2022, un articolo riferiva che i produttori esecutivi Christine e Mark Holder sarebbero usciti dalla serie.
L'8 maggio 2023, la CBS ha cancellato la serie dopo una sola stagione per motivi di diritti di streaming.

## Distribuzione
East New York è stata trasmessa dalla CBS a partire dal 2 ottobre 2022.
In Canada è andata in onda su CTV. In Australia è stata trasmessa su Foxtel dal 3 ottobre 2022.
In Italia è stata trasmessa da Rete 4 a partire dal 1º agosto 2023, poi da Top Crime a partire dal 29 novembre 2023.

## Accoglienza
Il sito web dell'aggregatore di recensioni Rotten Tomatoes ha riportato un punteggio di approvazione dell'88% con una valutazione media di 7,6/10, basata su 8 recensioni critiche. Metacritic, che utilizza una media ponderata, ha assegnato un punteggio di 68 su 100 basato su 5 critici.